# Ролон, Макси
Максимильяно Бриан Ролон (исп. Maximiliano Brian Rolón; 19 января 1995[…], Росарио, Санта-Фе — 14 мая 2022, Касильда, Санта-Фе) — аргентинский футболист. Выступал за молодёжную сборную Аргентины.

## Биография
Его отец был профессиональным футболистом. Начав карьеру в луханском «Атлетико», Макси в 2007 году успешно прошёл просмотр в местном филиале «Барселоны». Там он выступал до 2010 года, а затем переехал в Испанию и начал выступления за юношеские команды каталонцев. В сезоне 2013/14 он был частью команды, выигравшей юношескую Лигу чемпионов. В 2014 году Макси был переведён в «Барселону B», где нерегулярно выходил на поле. В 2016 году перешёл в «Сантос», но закрепиться в команде ему не удалось.
В составе молодёжной сборной Аргентины Макси принимал участие на молодёжном чемпионате Южной Америки 2015, провёл там три матча и забил один гол. Аргентинцы выиграли этот турнир.
Брат-близнец Макси, Леонардо, — тоже футболист. Братья вместе выступали на молодёжном чемпионате Южной Америки 2015. Также есть девушка Асун. 20 марта 2016 года у пары родился сын Тьяго.
Погиб 14 мая 2022 года в результате автокатастрофы. Он вместе с братом Ариэлем врезался в дерево, оба погибли.

## Достижения
- Победитель Юношеской лиги УЕФА: 2013/14
- Чемпион Южной Америки (до 20): 2015